# Piotr Weltrowski
Piotr Weltrowski (ur. 1977 w Gdyni), znany również jako Trotzky – polski muzyk, kompozytor, wokalista, autor tekstów i multiinstrumentalista, a także dziennikarz. Piotr Weltrowski znany jest przede wszystkim z twórczości w ramach solowego projektu December’s Fire. Był także gitarzystą i klawiszowcem zespołu Hefeystos. Współpracował ponadto z zespołem Behemoth.
W 1999 roku Weltrowski wraz z basistą Patrykiem Zwolińskim pseud. Nick Wolverine, gitarzystą i wokalistą Adamem Darskim pseud. Howlin' De Ville oraz perkusistą Krzysztofem Sadowskim pod pseud. John Wayne Orlowsky powołał zespół Wolverine. Rok później formacja wydała debiutanckie demo zatytułowane Million Hells. W wywiadzie udzielonym dla serwisu rockmetal.pl Piotr Weltrowski zapowiedział nagrania debiutanckiego albumu.  Ostatecznie z powodu zobowiązań wobec innych projektów muzycznych grupa Wolverine została rozwiązana.
Poza działalnością artystyczną pracował jako dziennikarz w Dzienniku Bałtyckim. Współpracuje z pismem „Noise Magazine”. Prowadzi na Facebooku profil „Są na świecie płyty, o których nie śniło się młodym klerykom”.

## Dyskografia
- Behemoth - Grom (1996, Solistitium Records)
- Hefeystos - Hefeystos (1996, Atratus Records)
- Behemoth - Bewitching the Pomerania (1997, Solistitium Records)
- Hefeystos - Psycho Cafe (1998, Wounded Love Records)
- Behemoth - Pandemonic Incantations (1998, Solistitium Records)
- Behemoth - Zos Kia Cultus (Here and Beyond) (2002, Avantgarde Music)

## Publikacje
- A. Darski, P. Weltrowski, K. Azarewicz, Spowiedź heretyka. Sacrum Profanum, G+J Gruner+Jahr Polska 2012, ISBN 978-83-7778-197-5